# 米哈伊利夫卡 (霍羅多克市鎮)
50°40′34″N 26°4′35″E / 50.67611°N 26.07639°E
米哈伊利夫卡（烏克蘭語：Михайлівка）是位於烏克蘭西北部的村莊，由里夫內州里夫內區的霍羅多克市鎮負責管轄。該村始建於1878年，面積0.28平方公里，海拔高度213米，2001年人口96，人口密度每平方公里342.9人。